# Willy Isiani
Willy Isiani (nacido el 11 de agosto de 1997 en Tblisi, Georgia) es un jugador de baloncesto georgiano. Con 2.03 metros de estatura, juega en la posición de ala-pívot, pudiendo también actuar como alero.

## Trayectoria deportiva
Formado en la cantera del MIA Academy Tbilisi de su país, llegó a la Gran Canaria Basketball Academy en 2013 siendo considerado como una de las mayores promesas del baloncesto georgiano. 
Durante las temporadas 2015-2016 y 2016-17 forma parte de la plantilla del equipo filial del CB Gran Canaria en Liga EBA. En esta última campaña promedia 7.3 puntos y 3.8 rebotes y alterna entrenamientos y convocatorias con el primer equipo de Liga ACB, llegando a participar en algún encuentro de pretemporada.
En la temporada 2018-19 comienza su formación académica en Estados Unidos, ingresando en la Universidad de Detroit-Mercy con sede en Detroit, para disputar la División I de la NCAA como integrante de los Titans durante cuatro temporadas. En la última de ellas, la 2021-22, participa en 29 encuentros en los que promedia 4.9 puntos, 38% de acierto en tiros de tres y 3.1 rebotes en 24 minutos de juego. 
El 10 de agosto de 2022 ficha por el Cáceres Patrimonio de la Humanidad de la Liga LEB Oro. En enero de 2023 rescinde su contrato con el conjunto cacereño tras haber disputado 15 partidos en los que promedió 3.3 puntos y 2.1 rebotes, incorporándose seguidamente al CB Mollet de LEB Plata, donde disputa un total de 9 encuentros registrando medias de 14.1 puntos y 5.6 rebotes. En abril abandona el club y ficha por el CB L'Hospitalet, de la misma competición.
El 23 de agosto de 2023, firma por el Club Juventud Alcalá de la Liga LEB Plata, abandonando el equipo en enero tras promediar 5.1 puntos y 3.9 rebotes en 16 partidos.

## Internacionalidades
Es internacional en todas las categorías inferiores con la selección nacional de Georgia:
- 2012. Georgia. Europeo Sub-16 División B, en Bucarest (Rumanía).
- 2013. Georgia. Europeo Sub-16 División B, en Sarajevo (Bosnia Herzegovina).
- 2014. Georgia. Europeo Sub-18 División B, en Sofía (Bulgaria).
- 2015. Georgia. Europeo Sub-18 División B, en Oberwart (Austria).
- 2016. Georgia. Europeo Sub-20 División B, en Chalkida (Grecia).